# 717 هـ
717 هـ هي سنة في التقويم الهجري امتدت مقابلةً في التقويم الميلادي بين سنتي 1317 و1318.

## مواليد
- تاج الدين السبكي - فقيه مؤرخ وقاضي القضاة في دمشق في عصره. (توفي 771 هـ).
- شمس الدين الكرماني
- شمس الدين الواسطي